# 易烊千璽影視作品列表
主要列舉中國內地男藝人易烊千璽參與演出的電視劇、電影及綜藝節目等。截至今日，易烊千璽曾出演11部電視作品，8部電影作品，以及參加過6檔固定綜藝節目。

## 電視劇
| 日期   | 播放平台          | 劇名                 | 角色                     |
| 2010年 | 北京衛視          | 《鐵梨花》           | 幼年張吉安               |
| 2011年 | 爱奇艺            | 《超裝備小子》       | 祥仔                     |
| 2014年 | 爱奇艺            | 《高科技少女喵》     | 李柯男的弟弟             |
| 2014年 | 优酷              | 《万万没想到》第二季 | 自習室超修學霸、少年總裁 |
| 2016年 | 湖南卫视          | 《青云志》           | 小七                     |
| 2016年 | 北京卫视 浙江卫视 | 《小别离》           | 宋雲哲                   |
| 2016年 | 乐视视频          | 《超少年密码》       | 諶浩軒                   |
| 2017年 | 湖南卫视          | 《思美人》           | 幼年屈原                 |
| 2017年 | 湖南卫视          | 《我们的少年时代》   | 尹柯                     |
| 2019年 | 优酷              | 《长安十二时辰》     | 李必                     |
| 2020年 | 优酷              | 《热血同行》         | 阿易                     |
| 2025年 |                   | 《长安的荔枝》       | 李必                     |

## 電影
| 上映年度 | 電影名稱           | 角色   |
| 2019年   | 《少年的你》       | 刘北山 |
| 2020年   | 《送你一朵小红花》 | 伟一航 |
| 2021年   | 《中国医生》       | 杨小洋 |
| 2021年   | 《长津湖》         | 伍万里 |
| 2022年   | 《奇迹·笨小孩》    | 景浩   |
| 2022年   | 《長津湖之水門橋》 | 伍万里 |
| 2022年   | 《世間有她》       | 李昭华 |
| 2023年   | 《满江红》         | 孙均   |
| 2024年   | 《小小的我》       | 劉春和 |
| 2025年   | 《狂野時代》       |        |
| 2025年   | 《酱园弄·悬案》    | 宋瞎子 |
| 待播     | 《三個字》         |        |
| 待播     | 《惊蛰无声》       |        |

### 微電影
| 年份   | 片名                               | 角色     |
| 2013年 | 《追上去》                         | 幼年小杰 |
| 2013年 | 《蝸牛》                           | 幼年張樹 |
| 2013年 | 《雲居寺傳奇》                     | 富貴     |
| 2019年 | 《最美表演》之《痛打自己的告密者》 | 小镇少年 |

## 綜藝節目
| 播放日期                    | 頻道     | 節目名稱               |
| 2015年11月6日－2016年1月1日 | 湖南衛視 | 《全員加速中》第一季   |
| 2017年3月12日－5月28日      | 腾讯视频 | 《放开我北鼻》第二季   |
| 2018年2月24日－5月5日       | 优酷     | 《這！就是街舞》第一季 |
| 2019年1月12日－3月30日      | 浙江衛視 | 《大冰小將》           |
| 2019年5月18日－8月3日       | 优酷     | 《這！就是街舞》第二季 |
| 2020年2月19日－5月27日      | 芒果TV   | 《朋友请听好》第一季   |

## MV演出
註：不包括個人參與演唱之歌曲
- 2013年6月19日  张赫宣─爸爸
- 2017年9月1日  五月天─成名在望 (夢想小屋版)